# Strnad obojkový
Strnad obojkový (Emberiza aureola) je středně velký severský druh pěvce z čeledi strnadovitých. 

## Popis
Samec má černý obličej, svrchu je tmavě hnědočervený, zespodu sytě žlutý s červenohnědým proužkem na hrudi. V křídle je velké bílé pole. Samice mají odlišnou kresbu hlavy (s žlutavým nadočním proužkem a tmavými proužky po straách temene, za okem a pod tvářemi). 

## Výskyt
Hnízdí v severovýchodní Evropě a velké části Sibiře, kde je velmi hojným druhem. Do zbytku Evropy zalétá hlavně v létě, zimuje v jihovýchodní Asii.
Výjimečně zalétá také do České republiky, kde byl dosud zjištěn dvakrát – v červenci 1931 u Chotělic (okres Hradec Králové) a v červenci 1984 u Klatov.

## Galerie

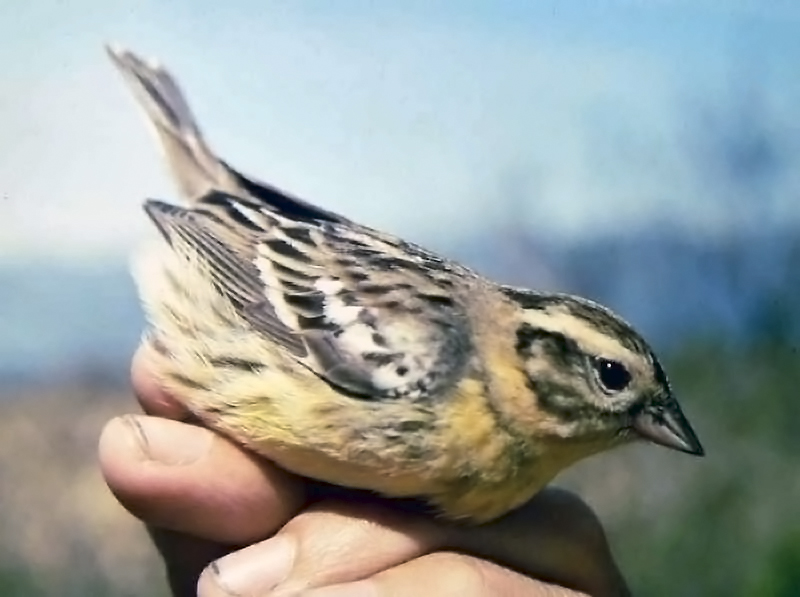
Samice strnada obojkového
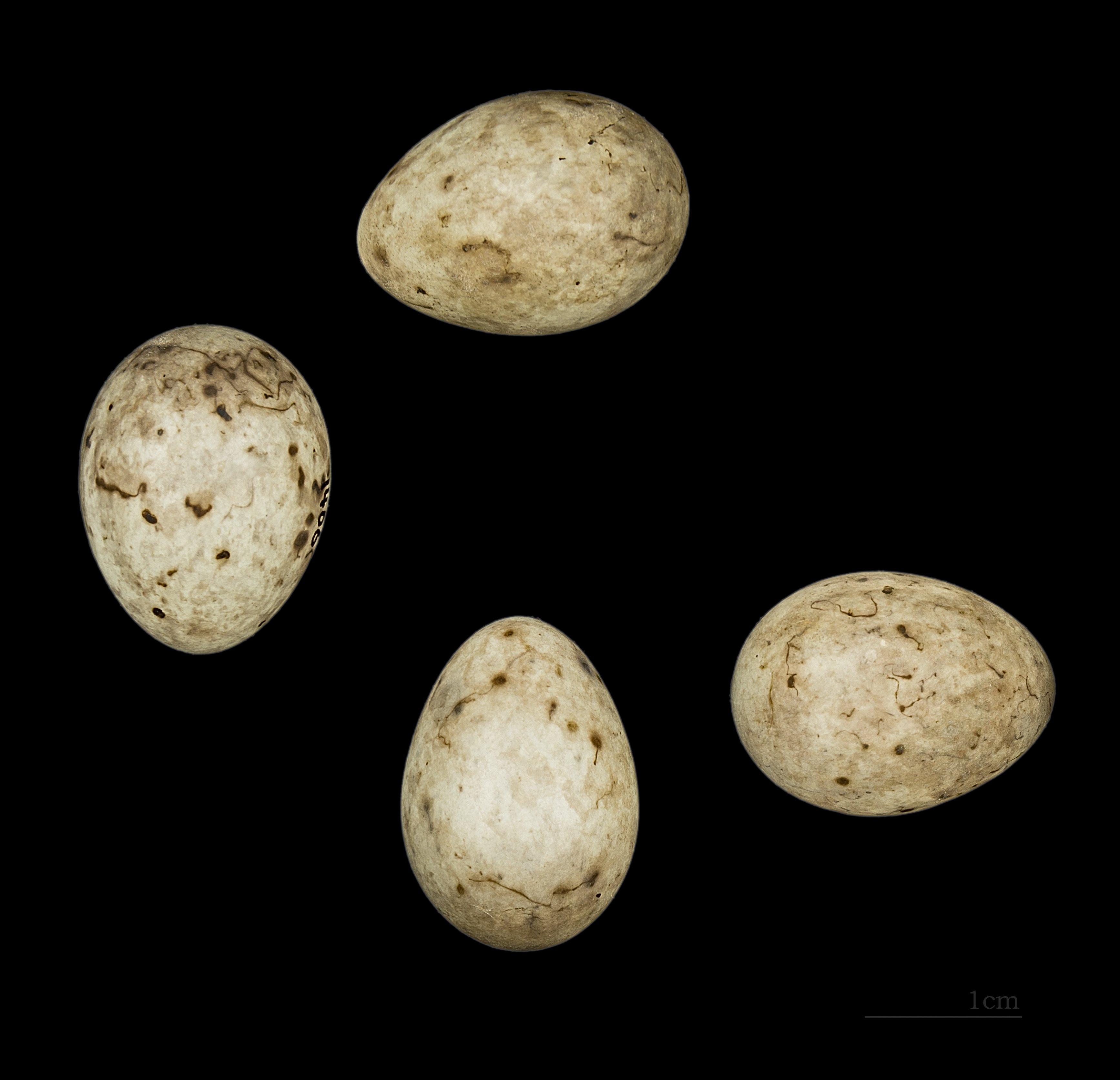
Vejce strnada obojkového